# أرونوكو
أرونوكو (بالإنجليزية: Oroonoko)‏ هو عمل نثري قصير من تأليف أفرا بين (1640-1689)، ونشر في عام 1688، وتروي قصة حب بين البطل، وهو عبد أسود في سورينام في ستينات القرن السابع عشر، وكذلك تجارب المؤلفة في المستعمرة الجديدة في أمريكا الجنوبية.
عملت أفرا بين لدى الملك تشارلز الثاني كجاسوسة خلال بداية الحرب الهولندية الثانية، وانتهي بها الأمر معدمة عندما عادت إلى إنكلترا، وقضت بعض الوقت في سجن المدينين، لأن الملك تشارلز لم يدفع لها كما يجب، أو ربما لم يدفع لها على الإطلاق. فالتفتت إلى الكتابة للبقاء على قيد الحياة، وحققت نجاحا ملحوظا. وكتبت بعض الأشعار التي بيع منها الكثير، وعرضت لها عدد من المسرحيات التي أشهرتها في حياتها. ولم يتفوق عليها في عدد المسرحيات المعروضة وقتها إلا جون درايدن.
بدأت بين بكتابة سرد نثري موسع في نهاية حياتها المهنية. ونشر الكتاب قبل أقل من سنة على وفاتها، وتوصف أرونوكو أحيانا باعتبارها إحدى أقدم الروايات الإنجليزية. وقد ازداد الاهتمام بها منذ سبعينات القرن العشرين، ويجادل النقاد بأن بين هي أم جميع الكاتبات البريطانيات، وأن أرونوكو هو نص بالغ الأهمية في تاريخ الرواية.

## روابط خارجية
- أرونوكو على موقع الموسوعة البريطانية (الإنجليزية)